# 24 Темида
24 Темида (лат. 24 Themis) је астероид главног астероидног појаса са пречником од приближно 198 km.
Афел астероида је на удаљености од 3,539 астрономских јединица (АЈ) од Сунца, а перихел на 2,717 АЈ.
Ексцентрицитет орбите износи 0,131, инклинација (нагиб) орбите у односу на раван еклиптике ,759 степени, а орбитални период износи 2021,282 дана (5,533 година).
Апсолутна магнитуда астероида је 7,08 а геометријски албедо 0,067.
Астероид је откривен 5. априла 1853. године.